# Brzeźnica k. Kozienic
Brzeźnica koło Kozienic – dawny przystanek osobowy w Psarach, w gminie Kozienice, w powiecie kozienickim, w województwie mazowieckim, w Polsce. Został wybudowany w 1910 roku razem z linią kolejową z Bąkowca do Kozienic.